# Чаксте, Минтаутс
Минтаутс Фридрихс Андрейс Чаксте ( латыш. Mintauts Čakste, 11 апреля 1893 — 16 сентября 1962) — латвийский юрист и член сената. 17 марта 1944 года подписал Меморандум Латвийского Центрального Совета.

## Биография
Родился 11 апреля 1893 года в Митаве 
в семье адвоката, впоследствии президента Яниса Чаксте (в семье было девять детей, одним из его братьев был Константин Чаксте). Учился в Митавской гимназии (1902—1911), изучал право в Московском университете (1911—1916). Во время Первой мировой войны, после окончания Константиновского артиллерийского училища в Москве (1917), был офицером Российской императорской армии.
В 1920 году вместе с Имантским полком вернулся в Латвию, был назначен помощником военного прокурора, а затем прокурором (1921). С 1922 года он был членом Рижского окружного суда, с 1926 года — заместителем председателя окружного суда. С 1934 года он был сенатором в Гражданском кассационном департаменте Сената Латвии.
После оккупации и аннексии Латвии в ноябре 1940 года Сенат был ликвидирован и распущен. Во время немецкой оккупации он был советником по правовым вопросам в Главном управлении юстиции Латвийского самоуправления. Вместе со своим братом Константином он работал в Латвийском Центральном совете и был арестован за подпольную деятельность. После освобождения в 1944 году уехал в Швецию, где продолжил работать в Центральном совете Латвии. После окончания войны он и его семья перебрались в Швецию.
Там он работал в архивах и был научным сотрудником юридического факультета Стокгольмского университета. Он работал в «Даугаве», издающей в Швеции газету «Latvju Ziņas». М. Чаксте был старейшим членом академической группы «Восток».
Умер 16 сентября 1962 года в Швеции.

## Брак и дети
В 1923 году женился на Марте Беньямине. У пары родилось трое детей:
- Айя Алдона Чаксте (6 января 1924 — 16 ноября 2013)
- Янис Константин Чаксте (20 мая 1925 — 10 марта 2005), был женат на Илге Карклине (1924—2011), Супруги имели троих детей: Андрей Янис (1952—2004), Кристина Анна (1955) и Карлис Микелис (1961).[4]
- Висвалдис Гедиминс Чаксте (30 декабря 1926 — 14 октября 1964)[5]

## Награды
- Орден Трех Звезд 3-го класса (1933)